# Олекса Дівович
Дівович Олекса Данилович (*пер. пол. XVIII ст., Семенівка — †після 1790, Дубовичі) — сотник Почепської сотні, полковий суддя Стародубського полку. Вихованець Києво-Могилянської академії.

## Біографія
Навчався в Києво-Могилянській академії.
По закінченню був канцеляристом Генеральної військової канцелярії (1756–1762). З 1763 — сотник почепський. 1769–1783 — полковий стародубський суддя.
1783 оселився у своєму маєтку в селі Дубовичі. Був близький до кола українських інтелектуалів, що сповідували ідеї автономізму, так званого Новгород-Сіверського патріотичного гуртка, з членами якого мав особисті й родинні взаємини.
Олекса цікавився історією України, зокрема, зробив рукописну копію з деякими власними доповненнями «Описанія о Малой Россіи» військового канцеляриста Г. Покаса (1751), що являла собою так звану «українську редакцію» «Краткого описанія Малороссіи», але докладніше написану, з додатком просторого коментаря на захист українського автономізму. Зробив свою копію «не толко собственно для себе, но ради всех, хто бы ни пожелал сих гисторий ползоваться». На думку дослідників, він виступив тут у значно вагомішій ролі, ніж простий переписувач. Остання згадка про нього датується 1790.